# انتخابات ۲
انتخابات ۲ (انگلیسی: Election 2) یک فیلم جنایی هنگ کنگی محصول سال ۲۰۰۶ به کارگردانی جانی تو با گروه بازیگران بزرگی از جمله لوئیس کو، سیمون یام و نیک چیانگ. این فیلم دنباله‌ای بر فیلم انتخابات سال ۲۰۰۵ است و وقایع اولین فیلم با محوریت رئیس تثلیث چینی لوک را به پایان می‌رساند که با نزدیک شدن به پایان دوره دو ساله‌اش برای انتخاب مجدد تلاش می‌کند. او با رقابت جیمی روبرو می‌شود، که می‌خواهد از سه‌گانه بازنشسته شود تا یک تاجر قانونی باشد، اما به درگیری پیرامون انتخابات کشیده می‌شود.
این فیلم در هنگ کنگ موفق شد و به عنوان «انتخاب رسمی» در جشنواره فیلم کن ۲۰۰۶ نمایش داده شد. پس از آن، به یک موفقیت محبوب در مدار جشنواره بین‌المللی تبدیل شد.